# ALGLIB
ALGLIBは、クロスプラットフォームおよびオープンソースな数値解析・データ処理ライブラリ。C++、C#、VB.NET、Python、Delphiなどのプログラミング言語から利用できる。
ALGLIBは1999年にから長期間にわたって地道な開発が続けられており、年に1～3回程度、アップデートされている。いくつかのオープンソースプロジェクトや商用ライブラリ、アプリケーション（TOLプロジェクト、Math.NET Numerics 、SpaceClaimなど）で利用されている。

## 特徴
このライブラリの特徴的な機能は以下の通り。
- 同一のAPIで複数のプログラミング言語をサポート（2017年現在、C++、C#、Free Pascal/Delphi、VB.NET、Pythonをサポート
- 強制的な外部依存関係がなく、簡単にインストールできる自己完結型のコード
- 移植性（x86/x86-64/ARM、Windows、Linuxでテストされている
- 2つの独立したバックエンド（ピュアC#実装、ネイティブC実装）と自動生成されたAPI（C++、C#、...）
- 商用版およびGPL版と同じ機能

ALGLIBは以下の関数を提供する。
- 線形代数 (直接アルゴリズム、ソルバー、EVD/SVD)
- 高速フーリエ変換
- 数値積分
- 補間
- 線形および非線形最小二乗法
- 最適化
- 常微分方程式
- 特殊関数
- 統計学（記述統計学、仮説検定）
- データ分析（ニューラルネットワークを含む分類/回帰）
- 線形代数、補間、最適化アルゴリズムの任意精度版（浮動小数点計算にMPFRを使用）